# Matthias Fuchs
Pour les articles homonymes, voir Fuchs.
Matthias Fuchs (né le 3 novembre 1939 à Hanovre, mort le 31 décembre 2001 à Hambourg) est un acteur allemand.

## Biographie
Les parents Fuchs sont acteurs. À neuf ans, il monte pour la première fois sur scène, au Ballhof à Hanovre, dans la pièce Der Tod im Apfelbaum de Paul Osborn. Il est d'abord figurant, accessoiriste ou technicien lumière. Il suit des cours de comédie avec Peter Lühr entre autres.
Fuchs devient célèbre dans les années 1950 en tant qu'acteur dans la série de films Immenhof qui plaît à un public jeune. Avec son interprétation de l'apprenti Klaas Henning dans Der Engel, der seine Harfe versetzte de Kurt Hoffmann, il remporte en 1959 le Bundesjugendfilmpreis.
La popularité de Fuchs dans le cinéma des années 1950 lui permet d'être au théâtre. Au début, il joue le jeune premier puis devient l'un des personnages les plus éminents du théâtre germanophone. Son premier engagement au théâtre est au Theater in der Josefstadt de 1962 à 1964. Il est ensuite au Staatstheater Hannover de 1965 à 1967 puis de 1968 à 1970 au Bühnen der Stadt Köln, où il joue le rôle-titre de Kaspar de Peter Handke.
En 1970, Fuchs apparaît au Festival de Salzbourg. De 1971 à 1979, il fait partie de l'ensemble de la Städtische Bühnen Frankfurt. En 1979, il est invité au Théâtre de Düsseldorf. En 1984, il vient au Freie Volksbühne Berlin.
De 1981 à sa mort, il est engagé au Deutsches Schauspielhaus et travaille notamment sous la mise en scène de Peter Zadek. Le dernier rôle de Fuchs est dans Push Up de Roland Schimmelpfennig où il joue trois jours encore avant sa mort.
Dès les années 1960, Fuchs travaille pour la télévision. Il est d'abord dans des adaptations littéraires ou théâtrales. Dans la série Doppelter Einsatz, il est un avocat de 1997 à 2001.
À la fin des années 1970, il est présent dans plusieurs films de Rainer Werner Fassbinder.
Matthias Fuchs décède d'un cancer du poumon à l'âge de 62 ans au centre hospitalier universitaire de Hambourg-Eppendorf.
Sa fille Maria Fuchs est actrice.

## Filmographie
Cinéma
- 1955 : Jeunes Amours (Die Mädels vom Immenhof)
- 1956 : Der Meineidbauer
- 1956 : Der erste Frühlingstag
- 1956 : Hochzeit auf Immenhof
- 1957 : Ferien auf Immenhof
- 1958 : U 47 – Kapitänleutnant Prien
- 1959 : Der Engel, der seine Harfe versetzte
- 1959 : 2 x Adam, 1 x Eva
- 1959 : Les Buddenbrook
- 1960 : Mit 17 weint man nicht
- 1960 : Der liebe Augustin
- 1962 : Das Mädchen und der Staatsanwalt
- 1962 : Liebling, ich muß dich erschießen
- 1963 : Le Cardinal
- 1975 : Maman Küsters s'en va au ciel
- 1977 : La mort est mon métier
- 1981 : Lola, une femme allemande
- 1983 : La Femme flambée
- 1984 : Le Principe de l'arche de Noé
- 1984 : Decoder
- 1985 : Grottenolm
- 1986 : L'Été du samouraï
- 1987 : Der Madonna-Mann
- 1990 : My Lovely Monster
- 1992 : Mau Mau
- 1993 : Durst
- 1994 : Der Verwaltungsoberinspektor
- 1994 : Rotwang muß weg! (de)
- 1995 : L'Homme de la mort
- 1996 : Beim nächsten Kuß knall ich ihn nieder
- 1998 : 14/1 endlos
- 1998 : Hundert Jahre Brecht
- 1998 : Inner City Blues
- 2000 : Hilflos
- 2001 : Planet der Kannibalen
- 2002 : Prüfstand VII

Téléfilms
- 1959 : O Wildnis
- 1962 : Liebe im September
- 1964 : Kolportage
- 1964 : Nach Ladenschluss
- 1964 : Tote ohne Begräbnis
- 1971 : Der Prokurator
- 1974 : Die letzten Tage von Gomorrha
- 1979 : Wie Rauch und Staub
- 1982 : Die Frau im rosa Mantel
- 1983 : Mascha
- 1988 : Die Bombe
- 1989 : Wie du mir…
- 1991 : Lulu
- 1992 : Des Lebens schönste Seiten
- 1992 : Hamburger Gift
- 1993 : Vom Mörder und seiner Frau
- 1995 : Der Sandmann (de)
- 1996 : Wenn ich nicht mehr lebe
- 1997 : Der stille Herr Genardy
- 1997 : Kalte Küsse
- 1998 : Der Pirat
- 1998 : Zur Zeit zu zweit
- 1999 : Das Schloß meines Vaters
- 1999 : Der Solist – Kein Weg zurück
- 1999 : Schwarzes Blut
- 2000 : Der Briefbomber
- 2000 : Les Heures historiques
- 2000 : Devenir belle-mère
- 2000 : Vor Sonnenuntergang
- 2001 : Jud Süß – Ein Film als Verbrechen?
- 2001 : Mörderinnen
- 2001 : Nicht ohne dich
- 2002 : Mord im Haus des Herrn

Séries télévisées
- 1963 : Das alte Hotel
- 1966 : Ulrich und Ulrike
- 1975 : Tatort: Treffpunkt Friedhof
- 1980 : Berlin Alexanderplatz
- 1981 : Der Fall Maurizius
- 1990 : Inspecteur Derrick – La minute de vérité
- 1990 : Tatort: Blue Lady
- 1992 : Schloß Hohenstein – Irrwege zum Glück
- 1992 : Tatort: Kainsmale
- 1994 : Rosa Roth – In Liebe und Tod
- 1997 : Doppelter Einsatz – Missbraucht
- 1998 : Tatort: Arme Püppi
- 1999 : Doppelter Einsatz – Die Todfreundin
- 1999 : Drei mit Herz
- 2001 : Doppelter Einsatz – Kinderspiel
- 2002 : Der Pfundskerl – SOS Maria

## Source de la traduction
- (de) Cet article est partiellement ou en totalité issu de l’article de Wikipédia en allemand intitulé « Matthias Fuchs » (voir la liste des auteurs).